# Lis Madsen
Lis Madsen (født 5. september 1913 i København , død 22. december 1991 smst. ) var en dansk læge og missionær. 

## Liv og gerning
Hun blev student fra Haslev Gymnasium i 1933 og blev cand.med. fra Københavns Universitet i 1941. Efter afsluttet uddannelse blev hun først ansat ved forskellige sygehuse, men blev træt af det og nedsatte sig i 1945 som praktiserende læge i Ålborg. I 1953 blev hun ansat af Det Danske Missionsselskab og udsendt til Indien som missionær. Under det første år i Indien studerede hun sprog sideløbende med, at hun erhvervede sig kendskab til tropesygdomme på to hospitaler i Sydindien. 
I 1954 rejste hun til Bissamcuttack i delstaten Orissa, hvor der den gang ingen læge fandtes. Men der boede en dansk sygeplejerske, Else Lose Andersen, som i tilknytning til stedets præstebolig havde indrettet et medicinsk konsultationsværelse. Malaria, tuberkulose og fattigdom var udbredt, 80% af befolkningen var kasteløse. 92% er hinduer, 2,4% er kristne. Ved verandaen til en kirke begyndte hun at yde lægehjælp til lokale indbyggere. Senere begyndte hun at rejse omkring i en opsøgende sundhedstjeneste.
Efter at have opholdt sig i Bissamcuttack et år nåede hun til den slutning, at der var behov for at oprette et egentligt hospital for at klare de opgaver, det ellers ikke ville være muligt at løse. Hun forhandlede med derfor med Missionsselskabet, der accepterede at bekoste byggeriet, men som var stærkt tvivlende over for, om hun kunne skaffe læger og sygeplejersker til det, da det lå i et vildt og vanskeligt tilgængeligt område. Lis Madsen erklærede, at hun ville få løst disse problemer. Hospitalet blev opført i 1955-1957 af billige forhåndenværende materialer som mudder og teglsten. I begyndelsen havde sygehuset 30 senge, men efter et omfattende nybyggeri i midten af 1970-erne voksede antallet til 140. I 1978 fik hun oprettet en skole til uddannelse af sygeplejersker, og senere også oprettet en skole for deres børn. I begyndelsen havde skolen kun 20 elever, men snart voksede den til det femdobbelte. Skolen gjorde det mere populært at søge ansættelse ved sygehuset.
I 1975 indførte Indien nye visumbestemmelser, hvilket betød, at danske missionærer ikke længere måtte arbejde i landet. Lis Madsen omgik denne begrænsning ved at lade sig pensionere som missionær i 1976. Hun blev imidlertid boende i Indien og igangsatte et projekt for at udrydde malaria. Projektet gik ud på at rejse rundt og undervise i hygiejne. Hun nåede at se de første resultater af sin indsats i form af et fald i antallet af syge inden, at hun i 1988 selv blev ramt af sygdom og måtte stoppe sit virke.
Da Lis Madsen i 1988 vendte tilbage til Danmark, fortsatte sygehuset sin virksomhed. Hun vendte kortvarigt tilbage til Indien i 1989, men det viste sig hurtigt, at hun ikke længere kunne klare rejserne, og hun måtte vende hjem til Danmark, hvor hun døde i 1991.

## Sygehuset
Sygehuset, Christian Hospital Bissam Cuttack, havde i december 2014 ansat 11 læger og et antal sygeplejersker. 90% af de ansatte er lutheranere. Hver morgen starter med morgenbøn. På skadestuen havde sygehuset i 2013 234 patienter dagligt, og 2200 børn blev født på sygehuset. Det er gratis at blive undersøgt af læge, men medicin, blodprøver og indlæggelse koster penge, dog under det halve af de statslige hospitalers priser. Sygehuset prioriterer de svageste i et forsøg på at skabe social lighed. Nogle patienter rejser 200 km for at komme til sygehuset, og sygehuset er på grænsen af sin belastning. Selv om alle får lægetilsyn, kan ventetiden være lang. 
I 2008 var der uroligheder vendt mod de kristne i Orissa, flere kirker blev afbrændte, men sygehuset blev skånet.